# 栗色绳目车轮螺
栗色绳目车轮螺（学名：Heliacus implexus）　是车轮螺科小轮螺属的一種小型貝殼，原屬异腹足目，今屬異鰓類支序的下異鰓類非正式群組。主要分布于越南、韩国、台湾，常栖息在浅海沙底。